# Fülöp-lemez

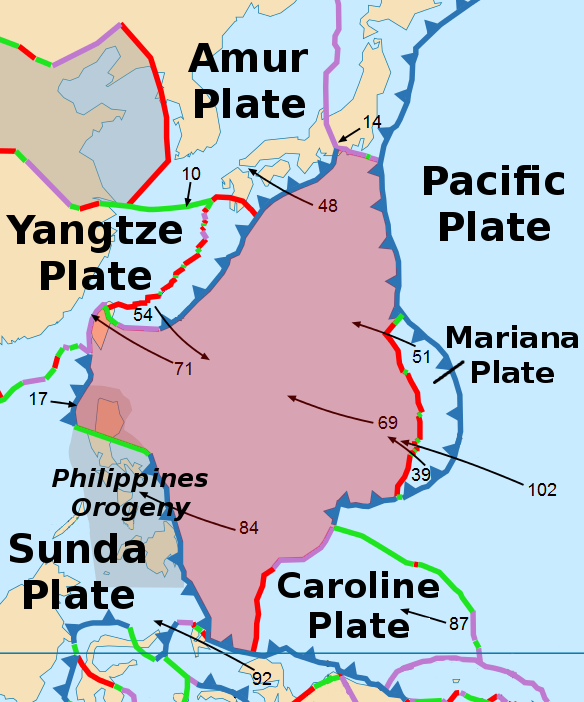
Fülöp-lemez

A Fülöp-lemez vagy Filippínó-lemez a földkéreg kis méretű vagy másodlagos lemeze, mely magában foglalja a Fülöp-szigetek északi részét (Észak-Luzon), Tajvant és az ezektől keletre elterülő Filippínó-tengert. A lemez többnyire konvergens lemezszegélyekkel határos. Területe mintegy 5,5 millió km2.

## Fordítás
Ez a szócikk részben vagy egészben  a   Philippine See Plate című angol Wikipédia-szócikk fordításán alapul.  Az eredeti cikk szerkesztőit annak laptörténete sorolja fel. Ez a jelzés csupán a megfogalmazás eredetét és a szerzői jogokat jelzi, nem szolgál a cikkben szereplő információk forrásmegjelöléseként.